# Igors Stepanovs
Igors N. Stepanovs (født 21. januar 1976 i Ogre) er en lettisk landsholdsspiller i fodbold, som spiller for FC Shinnik Jaroslavl i Rusland. Her kom han til fra Esbjerg fB. Forsvarsspilleren er 192 cm høj.
Igors har spillet mere end 90 landskampe og scoret tre mål.
Han blev kåret som årets fodboldspiller i Letland i 2005.

## Klubber
- FC Shinnik Jaroslavl
- Esbjerg fB
- FK Jurmala
- Grasshopper Zürich
- KSK Beveren
- Arsenal F.C.
- Skonto FC